# Shunya Kamiya
Shunya Kamiya (神谷 駿文 Kamiya Shunya?), född 23 december 1991 i Aichi prefektur, är en japansk fotbollsspelare.
Kamiya började sin karriär 2014 i Fujieda MYFC. 2016 flyttade han till FC Kariya. Han avslutade karriären 2016.